# Александр де Род
Александр де Род (фр. Alexandre de Rhodes, 15 марта 1591, Авиньон, Франция — 5 ноября 1660, Исфахан, Иран) — французский монах-иезуит, основатель Парижского общества заграничных миссий. В 1612 году вступил в Общество Иисуса и в 1619 году был направлен в качестве миссионера в Индокитай, где проводил активную миссионерскую деятельность. Оказал большое влияние на распространение христианства во Вьетнаме, создал вьетнамский алфавит на основе латиницы.

## Биография
Находясь более 10 лет в Ханое, написал Катехизис на вьетнамском языке, создал вьетнамскую письменность куокнгы на основе латинского алфавита, которая используется и по сей день. В своём докладе Александр указывал, что ему удалось обратить в христианство более 6 000 местных жителей.
В 1630 году был выслан властями из Вьетнама и провёл следующие 10 лет в Макао. Позднее он ещё раз возвращался в Индокитай, на этот раз ко двору князей Нгуенов, провёл там ещё 6 лет, приговаривался к смертной казни, заменённой впоследствии на ссылку.
В 1649 году вернулся в Рим, где обращался с просьбами об увеличении финансирования католических миссий в Индокитае.
Позднее его направили в Персию, где Александр де Род и умер в 1660 году. Похоронен на армянском кладбище в Исфахане.

## Память
В 1943 Французский Индокитай выпустил в его честь марку.

## Труды Александра де Рода
- Сatechismus pro iis qui volunt suscipere Baptismum in octo dies divisus, Рим, 1651 г.
- Dictionarium Annamiticum Lusitanum et Latinum, Рим, 1651 г.
- Divers voyages et missions du père Alexandre de Rhodes de la Compagnie de Jésus en la Chine et autres royaumes de l’Orient, avec son retour en Europe par la Perse et l’Arménie, Париж, 1653 г.; переиздание Voyages et missions du pere Alexandre de Rhodes de la Compagnie de Jesus en la Chine et autres royaumes de l’Orient, Париж, 1854 г.; английский перевод Rhodes of Viet Nam: The Travels and Missions of Father Alexander de Rhodes in China and Other Kingdoms of the Orient, 1966 г.
- Relation de ce qui s’est passé en l’année 1649 dans les royaumes où les Pères de la Compagnie de Jésus de la province du Japon publient le saint Evangile, Париж, 1655 г.
- Relation de la mission des Pères de la Compagnie de Jésus, établie dans le royaume de Perse par le P. Alexandre de Rhodes. Dressée et mise à jour par une Père de la même Compagnie, Париж, 1659 г. (составлено отцом Машо на основании записок Александра де Рода)
- Relations des progrès de la foi au royaume de Cochinchine vers les derniers quartiers du Levant, envoyées au RP général de la Compagnie de Jésus, par le P. Alexandre de Rhodes, employé aux missions de ces pays, S.&G., Париж, 1652 г.
- Relazione de' felici successi della Santa Fede predicata da' Padri della Compagnia di Giesu nel regno di Tunchino, alla Santitá di N. S. PP. Innocenzio Decimo, Рим, 1650 г.; издание на французском Histoire du royaume du Tonkin, Лион, 1651 г.; издание на латыни Tunchinensis historiæ libri duo, Лион, 1652 г.
- Relazione della morte di Andrea Catechista che primo de Christiani nel regno di Cocincina e stato ucciso da gl’infedeli in odio della fede, alli 26. Di Luglio, 1644, Рим, 1652 г.; французский перевод La glorieuse mort d’André, catéchiste de la Cochinchine, qui a le premier versé son sang pour la querelle de Jésus-Christ en cette nouvelle église, Париж, 1653 г.
- Sommaire des divers voyages et missions apostoliques, du RP Alexandre de Rhodes de la Compagnie de Jésus, à la Chine & autres royaumes de l’Orient, avec son retour de la Chine à Rome. Depuis l’année 1618 jusques a l’année 1653, Париж, 1653 г.